# Krzysztof Kubryński
Krzysztof Kubryński (ur. 1954) – polski specjalista od aerodynamiki. Autor pakietu programów KK-AERO wspomagających proces projektowania aerodynamicznego statków powietrznych. W projektowaniu większości obecnych szybowców wyczynowych (ASW-27/ASG-29, Ventus-2, DG-1000, ASW-28, Antares, JS-1, Concordia) wykorzystana była jego metodyka trójwymiarowego projektowania aerodynamicznego oraz oprogramowanie. Projektant żagla użytego przez zwycięzcę (Mateusz Kusznierewicz) regat olimpijskich w Atlancie.
Doktorat uzyskał z Wydziału MEiL Politechniki Warszawskiej w której  Zakładzie Aerodynamiki i Mechaniki Płynów był pracownikiem od 1990 roku. Jego najbardziej znaną konstrukcją jest skrzydło szybowca SZD-56-2 Diana 2 (wielokrotne wygrane w Mistrzostwach Świata i wyścigach Grand Prix).
W 2018 Aeroklub Polski przyznał Medal Tańskiego, najwyższe polskie odznaczenie szybowcowe za  wybitny wkład w rozwój 
szybownictwa.